# Utica (Kansas)
Utica – miasto w Stanach Zjednoczonych, w stanie Kansas, w hrabstwie Ness.